# Cineuropa
Cineuropa è una rivista on-line di cinema con sede a Bruxelles, pubblicata in quattro lingue (inglese, francese, spagnolo e italiano) ed aggiornata quotidianamente. La rivista è cofinanziata dal programma MEDIA dell'Unione europea. La testata è registrata presso il Tribunale di Roma.

## Storia
Cineuropa nasce come portale d'informazione cinematografica online nel 2002 per iniziativa di Italia Cinema, l'Agenzia di Promozione del Cinema Italiano all'Estero presieduta da Luciana Castellina e diretta da Giorgio Gosetti. Il caporedattore, dalla nascita fino al 2011, è Camillo De Marco. La sede di Roma viene in seguito spostata a Bruxelles. Aggiornato su base giornaliera, il sito ha un pubblico di lettori che comprende sia i professionisti dell'industria dell'audiovisivo che gli spettatori.
I contenuti mirano a valorizzare le produzioni dell'industria cinematografica europea ed eventuali iniziative transcontinentali. Cineuropa pubblica regolarmente notizie, recensioni, report, interviste, dossier sullo stato del cinema dei singoli paesi europei, backstage e aggiornamenti provenienti dal mondo dei festival, dalle istituzioni nazionali ed internazionali, dai forum e dai mercati.
Nel corso degli anni, Cineuropa ha creato collaborazioni importanti con festival, istituzioni culturali, commissioni e iniziative formative: ad esempio, ha collaborato con i festival e mercati di Berlino, Cannes, Karlovy Vary, Venezia o San Sebastian. Dal 2019 gestisce un progetto finanziato dalla Commissione Europea per assistere le delegazioni dell'Unione Europea ad organizzare festival di film. Il Premio Cineuropa è assegnato nei festival partner ai film di qualità che trattano il tema dell'integrazione.
Cineuropa collabora regolarmente con think-tank impegnati nelle industrie culturali e creative ed il loro impatto sull'economia. Grazie alla sua ampia diffusione online, Cineuropa ha espanso il suo pubblico raggiungendo nel 2022 circa 1.200.000 visite mensili e oltre 75.000 iscritti alla newsletter. Cineuropa ha oltre 44.000 follower su Twitter e 95.000 su Facebook.

## Direttori
- Direttore Responsabile: fino al 2004: Giorgio Gosetti
- dal 2005: Valerio Caruso

## Riconoscimenti
- Migliore fonte di informazione cinematografica, assegnato dal Giornale dello Spettacolo, 2012[3]